# Razza dinarica

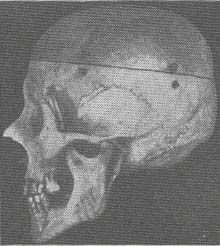
Cranio dinarico da Hans F. K. Günther, Racial Elements of European History (1927)

Razza dinarica o adriatica era un termine usato da alcuni antropologi fisici nella prima metà del XX secolo per descrivere principalmente il fenotipo dominante dei gruppi etnici contemporanei dell'Europa sud-orientale.
Il concetto di razza dinarica ebbe origine con i lavori di Joseph Deniker, ma è più strettamente associato con gli scritti di Carleton S. Coon e dell'eugenista nazista Hans F.K. Günther che lo associano ai portatori della cultura del vaso campaniforme. Il termine dinarico deriva dalle Alpi Dinariche (la parte occidentale della penisola balcanica), l'habitat principale di tale tipo fisico.
L'antropologo polacco Jan Czekanowski descrisse la razza dinarica come: caratterizzata da pelle piuttosto chiara, colore dei capelli variabile dal marrone scuro al biondo scuro, vasta gamma di colore degli occhi, alta statura, cranio brachicefalo, viso lungo, naso importante aquilino, corporatura snella e piedi molto grandi.